# Konstantin Pobedonostsev

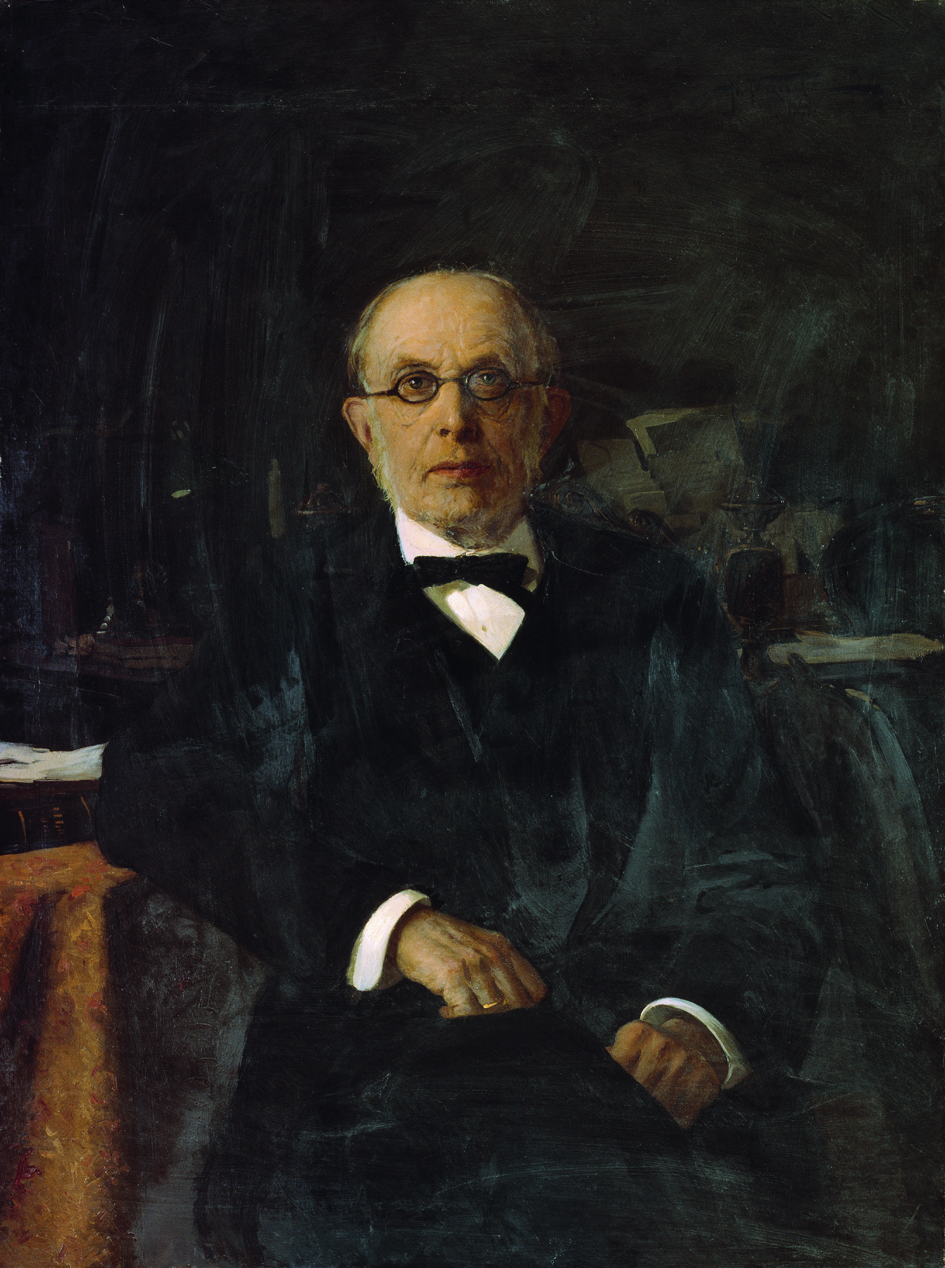
Konstantin Pobedonostsev

Konstantin Petrovitj Pobedonostsev (ryska: Константин Петрович Победоносцев), född 2 juni (gamla stilen: 21 maj) 1827 i Moskva, död 23 mars (gamla stilen: 10 mars) 1907 i Sankt Petersburg, var en rysk politiker och rättslärd.
Pobedonostsev var son till en professor i rysk litteraturhistoria vid Moskvauniversitetet. Han inträdde efter juridiska studier i Moskva i senatstjänst, var 1860-65 professor i civilrätt vid Moskvauniversitetet och blev lärare för kejserliga och storfurstliga söner, däribland den blivande tsar Alexander III, på vilken han utövade stort personligt inflytande. I denna egenskap följde han 1863 dåvarande tronföljaren Nikolaj Aleksandrovitj på dennes ryska resa, skildrad i Pisma o putesjestivii nasljednika-tsesarevitja po Rossii ot Peterburga do Kryma (1864).
Pobedonostsev blev konsultativt råd i justitieministeriet 1865, senator 1868, ledamot av riksrådet 1872 och 1880 överprokurator för den Heliga synoden, ett ämbete som han förvaltade ända till 1905. Efter mordet på Alexander II var han den, som förstörde det utkast till en konstitutionell författning, som hittades bland kejsarens papper, och hindrade Michail Loris-Melikovs kompromissande politik.
I sin politik var Pobedonostsev en orubblig försvarare av ortodoxin och autokratin och hade stort inflytande på den ryska utvecklingen under Alexander III. Som chef för den rysk-ortodoxa kyrkan (under tsaren) uppträdde han strängt mot alla frireligiösa rörelser och andra trosbekännelser, men verkade nitiskt för det ryska prästerskapets sedliga och ekonomiska höjning.
Pobedonostsev var själv välbekant med västeuropeisk konst och litteratur, men han ansåg att den västerländska kulturen var fullkomligt obrukbar i Ryssland och att endast det nedärvda tsariska enväldet lämpade sig för det ryska folkets läggning och behov. Utbredandet av europeisk bildning skulle enligt honom endast bidra till att upplösa folktron och kyrkan, i vilka han såg den fastaste grundvalen för det ryska livet. Han var av övertygelsen att ett parlament i verkligheten endast företrädde ett litet fåtals intressen och att den stora massan skulle ha det bättre ställt under enväldet.
Pobedonostsev hade en grundlig klassisk bildning. År 1896 utgav han en samling filosofiska och etiska studier med titeln Moskovskij sbornik (fjärde upplagan 1897, tysk översättning, "Streitfragen der Gegenwart", 1897), i vilken han populärt framställde sin egen världsåskådning. Grundfelet i den västerländska kulturen låg enligt hans uppfattning i rationalismen, parlamentarismen, pressfriheten, onödig folkbildning och i dogmen om människans goda natur. Sina stats- och civilrättsliga fackstudier samlade han i Kurs grazjdanskago prava. En systerdotter till Pobedonostsev var gift med den danske konsuln Thor Lange i Moskva.